# Brachyia radialis
Brachyia radialis är en stekelart som beskrevs av De Santis 1997. Brachyia radialis ingår i släktet Brachyia och familjen hårstrimsteklar. Inga underarter finns listade.